# Audi A6 e-tron Concept
L'Audi A6 e-tron Concept est un concept car de berline électrique du constructeur automobile allemand Audi présenté en 2021.

## Présentation
Le concept car Audi A6 e-tron Concept est présenté au salon de l'automobile de Shanghai le 19 avril 2021. Elle préfigure la version électrique de l'Audi A6 e-tron produite à partir de 2023.
En mars 2022, Audi présente la version Avant (break) de son concept, l'Audi A6 Avant e-tron concept.

## Caractéristiques électriques
L'A6 e-tron repose sur la plateforme technique PPE (Premium Platform Electric) du Groupe Volkswagen destinée aux véhicules électriques sportifs.
Elle dispose d'un réseau 800 volts qui l'autorise à se recharger sur une borne Ionity et permet de recharger de 5 à 80 % en 25 minutes.

### Motorisation
L'A6 e-tron dispose d'un moteur électrique asynchrone alimenté par une batterie d'une capacité de 100 kWh.